# Флаг Агрызского района
Флаг муниципального образования «Агры́зский муниципальный район Республики Татарстан» Российской Федерации — опознавательно-правовой знак, служащий официальным символом муниципального образования.
Флаг утверждён 1 августа 2006 года и внесён в Государственный геральдический регистр Российской Федерации с присвоением регистрационного номера 2625, и в Государственный геральдический реестр Республики Татарстан под № 71.

## Описание
«Флаг Агрызского района представляет собой прямоугольное зелёное полотнище с отношением ширины к длине 2:3, по нижнему краю которого — голубая полоса шириной 1/6 ширины полотнища; в середине полотнища на голубой полосе фигура всадника из герба района выполненная белыми, серыми, чёрными и красными цветами; в крыже — серебряная восьмилучевая звезда с золотым крылом распростёртому от древка».

## Обоснование символики
Флаг составлен на основании герба Агрызского муниципального района по правилам и соответствующим традициям вексиллологии и отражает исторические, культурные, социально-экономические, национальные и иные местные традиции.
Агрызская земля богата своей историей и традициями. Районный центр — город Агрыз известен с 1646 года.
Главная фигура флага, сидящий на коне всадник в национальных татарских одеждах, символически отражает легенду об основателе этого поселения по имени Агрыз (Эгерже). Устремлённая вперёд рука всадника, символизирует стремление жителей Агрызского района к светлому будущему, а расположенная в крыже восьми лучевая звезда («роза ветров») также символизирует соединение усилий всех народов населяющих район в достижении общих целей. Золотое крыло является символом железнодорожного транспорта (станция Агрыз — крупнейший железнодорожный узел Республики Татарстан).
Агрызский район с юга омывают воды Нижнекамского водохранилища, которое представлено на флаге голубой полосой.
Особенностью района является его сельскохозяйственная направленность: возделываются зерновые культуры (яровая пшеница, озимая рожь), выращивается картофель, сахарная свёкла; развито мясо-молочное производство. Все это символически отражено на флаге зелёным цветом полотнища.
Белый цвет (серебро) — символ ясности, открытости, примирения, невинности.
Жёлтый цвет (золото) — символ урожая, богатства, стабильности, уважения и интеллекта.
Чёрный цвет — символ вечности, мудрости, скромности.
Зелёный цвет символизирует весну, здоровье, природу, плодородие.
Красный цвет — символ мужества, силы и красоты, праздника.
Голубой цвет (лазурь) — символ возвышенных устремлений, чести, славы, преданности, бессмертия.